# Genesis Potini
Genesis Wayne Potini (5 de septiembre de 1963-15 de agosto de 2011) fue un jugador de ajedrez rápido de Nueva Zelanda.

## Vida y trabajo
Potini era un hombre de ascendencia maorí. Era conocido por sus habilidades como jugador de ajedrez rápido (1 min). Junto con dos amigos, formó un club de ajedrez (The Eastern Knights), donde niños desfavorecidos encontraron una base y aprendieron a jugar al ajedrez en el proceso. El club de ajedrez también participó en la herencia de Ngāti Porou. Potini padecía un trastorno bipolar y era ingresado periódicamente en el hospital. A pesar de esto, pudo estabilizar su vida y durante su última década hizo una fuerte contribución a su comunidad. Murió de un infarto en 2011 y fue enterrado en el cementerio Taruheru de Gisborne.

## Documental y largometraje
En 2003, el director Jim Marbrook realizó un documental sobre Potini (Dark Horse). La película recibió el premio al Mejor Largometraje Documental de Nueva Zelanda en 2005. En 2014 James Napier presentó su largometraje The Dark Horse (protagonizado por Cliff Curtis). La película ganó muchos premios, se convirtió en un éxito de taquilla de Nueva Zelanda y fue declarada "una de las mejores películas jamás realizadas en Nueva Zelanda".